# ATP Finals 2019 – mužská dvouhra

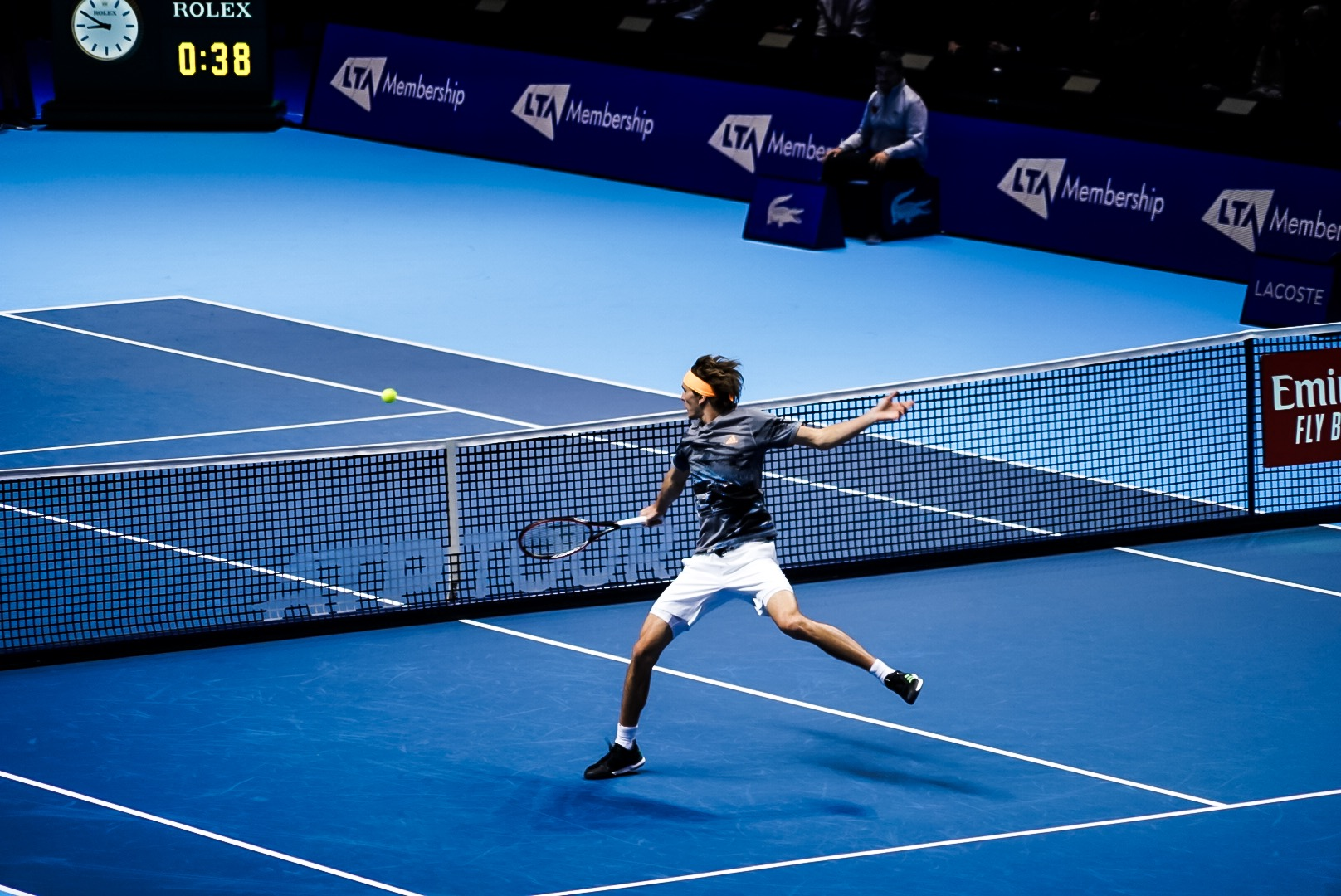
Obhájce trofeje Alexander Zverev v utkání proti Nadalovi

Mužská dvouhra ATP Finals 2019 probíhala okolo poloviny listopadu 2019. Do singlové soutěže londýnského Turnaje mistrů nastoupilo osm nejvýše postavených hráčů v klasifikaci žebříčku ATP Race to London. Obhájcem titulu byl německý tenista Alexander Zverev, kterého v semifinále vyřadil Dominic Thiem.
Z osmi účastníků předchozího ročníku 2018 do dvouhry zasáhli Novak Djoković, Roger Federer, Alexander Zverev a Dominic Thiem. Debutanty se stali Řek Stefanos Tsitsipas, Rus Daniil Medveděv a Ital Matteo Berrettini.
Po Djokovićově prohře s Federerem v základní skupině si Rafael Nadal popáté v kariéře zajistil pozici konečné světové jedničky.
Vítězem se stal šestý nasazený Stefanos Tsitsipas, jenž ve finále za 2:35 hodiny porazil rakouskou 26letou turnajovou pětku Dominica Thiema po vyrovnaném třísetovém průběhu 6–7, 6–2 a 7–6. Počtvrté v historii turnaje o vítězi rozhodl až tiebreak závěrečné sady. V tomto ohledu finále navázalo na ročníky 1988, 1995 a 2005. Tsitsipas byl vůbec prvním řeckým účastníkem Turnaje mistrů, na němž triumfoval jako sedmý hráč již při svém debutu. V 21 letech a 3 měsících věku se stal nejmladším šampionem od 20letého Lleytona Hewitta z roku 2001, nejmladším finalistou od 21letého Juana Martína del Potra z roku 2009 i nejmladším startujícím na probíhajícím ročníku. Pasivní bilanci vzájemných utkání snížil na 3–4 a Thiemovi vrátil měsíc starou porážku z finále China Open 2019. V probíhající sezóně si po triumfech v Marseille a Estorilu připsal třetí turnajové vítězství, které představovalo čtvrtý singlový titul na okruhu ATP Tour. Jeho celková zápasová bilance v roce 2019 činila 54–25. Za výhru obdržel odměnu 2,66 milionu dolarů (cca 61,5 milionu korun) a získal jistotu konečné šesté příčky v klasifikaci roku 2019.
Čtvrtou sezónu v řadě získal tenista na Turnaji mistrů svou první trofej. Řek  tím navázal na výhry Andyho Murrayho (2016), Grigora Dimitrova (2017) a Alexandra Zvereva (2018). V turnajové historii k této události naposledy došlo v letech 1988–1991, kdy si první vavříny připsali Boris Becker (1988), Stefan Edberg (1989), Andre Agassi (1990) a Pete Sampras (1991). Tsitsipas se rovněž stal prvním hráčem od Argentince Davida Nalbandiana z roku 2005, který na turnaji prohrál úvodní duel a následně vybojoval trofej.
Dominic Thiem při své čtvrté účasti na turnaji postoupil premiérově ze základní fáze do vyřazovacích bojů a stal se historicky prvním Rakušanem ve finále. Bodový zisk mu zajistil konečnou čtvrtou pozici na žebříčku ATP. Jeho celková sezónní bilance zápasů činila 49–19.
Již v semifinále Řek vyřadil šestinásobného šampiona, 38letého Rogera Federera, když odvrátil jedenáct z dvanácti brejkových možností Švýcara. Zopakoval tak výhru z osmifinále Australian Open 2019 a poměr vzájemných duelů snížil na 2–3. Federer navýšil rekordní turnajový zápis sedmnáctým startem i sedmnáctým semifinále.

## Nasazení hráčů
1. Rafael Nadal (základní skupina, 400 bodů, 645 000 USD)
2. Novak Djoković (základní skupina, 200 bodů, 430 000 USD)'
3. Roger Federer (semifinále, 400 bodů, 645 000 USD)
4. Daniil Medveděv (základní skupina, 0 bodů, 215 000 USD)
5. Dominic Thiem (finále, 800 bodů, 1 302 000 USD)
6. Stefanos Tsitsipas (vítěz, 1300 bodů, 2 656 000 USD)
7. Alexander Zverev (semifinále, 400 bodů, 645 000 USD)
8. Matteo Berrettini (základní skupina, 200 bodů, 430 000 USD)

## Náhradníci
1. Roberto Bautista Agut (nenastoupil, 0 bodů, 116 000 USD)
2. Gaël Monfils (nenastoupil, 0 bodů, 116 000 USD)

## Soutěž
| Legenda                                                       |                                                                        |                                                   |
| - Q – kvalifikant - WC – divoká karta - LL – šťastný poražený | - Alt – náhradník - SE – zvláštní výjimka - PR/SR – žebříčková ochrana | - w/o – bez boje - r – skreč - d – diskvalifikace |

### Finálová fáze
|  | Semifinále | Semifinále         | Semifinále    | Semifinále | Semifinále |    |                    | Finále | Finále | Finále | Finále | Finále |
|  |            |                    |               |            |            |    |                    |        |        |        |        |        |
|  | 6          | Stefanos Tsitsipas | 6             | 6          |            |    |                    |        |        |        |        |        |
|  | 3          | Roger Federer      | 3             | 4          |            |    |                    |        |        |        |        |        |
|  | 3          | Roger Federer      | 3             | 4          |            | 6  | Stefanos Tsitsipas | 6      | 6      | 7      |        |        |
|  |            |                    |               |            |            | 6  | Stefanos Tsitsipas | 6      | 6      | 7      |        |        |
|  |            | 5                  | Dominic Thiem | 78         | 2          | 64 |                    |        |        |        |        |        |
|  | 5          | 5                  | Dominic Thiem | 78         | 2          | 64 | Dominic Thiem      | 7      | 6      |        |        |        |
|  | 5          |                    |               |            |            |    | Dominic Thiem      | 7      | 6      |        |        |        |
|  | 7          | Alexander Zverev   | 5             | 3          |            |    |                    |        |        |        |        |        |

### Skupina Andreho Agassiho
|   |                    | Nadal                   | Medveděv                | Tsitsipas          | Zverev        | Zápasy | Sety       | Hry          | Pořadí |
| 1 | Rafael Nadal       |                         | 6–7(3–7), 6–3, 7–6(7–4) | 6–7(4–7), 6–4, 7–5 | 2–6, 4–6      | 2–1    | 4–4 (50 %) | 44–44 (50 %) | 3.     |
| 4 | Daniil Medveděv    | 7–6(7–3), 3–6, 6–7(4–7) |                         | 6–7(5–7), 4–6      | 4–6, 6–7(4–7) | 0–3    | 1–6 (14 %) | 36–45 (44 %) | 4.     |
| 6 | Stefanos Tsitsipas | 7–6(7–4), 4–6, 5–7      | 7–6(7–5), 6–4           |                    | 6–3, 6–2      | 2–1    | 5–2 (71 %) | 41–34 (55 %) | 1.     |
| 7 | Alexander Zverev   | 6–2, 6–4                | 6–4, 7–6(7–4)           | 3–6, 2–6           |               | 2–1    | 4–2 (67 %) | 30–28 (52 %) | 2.     |

### Skupina Björna Borga
|   |                   | Djoković                | Federer       | Thiem                   | Berrettini    | Zápasy | Sety       | Hry          | Pořadí |
| 2 | Novak Djoković    |                         | 4–6, 3–6      | 7–6(7–5), 3–6, 6–7(5–7) | 6–2, 6–1      | 1–2    | 3–4 (43 %) | 35–34 (51 %) | 3.     |
| 3 | Roger Federer     | 6–4, 6–3                |               | 5–7, 5–7                | 7–6(7–2), 6–3 | 2–1    | 4–2 (67 %) | 35–30 (54 %) | 2.     |
| 5 | Dominic Thiem     | 6–7(5–7), 6–3, 7–6(7–5) | 7–5, 7–5      |                         | 6–7(3–7), 3–6 | 2–1    | 4–3 (57 %) | 42–39 (52 %) | 1.     |
| 8 | Matteo Berrettini | 2–6, 1–6                | 6–7(2–7), 3–6 | 7–6(7–3), 6–3           |               | 1–2    | 2–4 (33 %) | 25–34 (42 %) | 4.     |